# راديو شباب إف إم
راديو شباب إف إم هي إذاعة فلسطينية شبابية مُستقلة تأسست عام 2020، تبث في شمال الضفة الغربية ويقع مقرها في مدينة نابلس. تملكها شركة بانوراما للتلفزة والصحافة والإعلام.

## التاريخ
في 9 أغسطس 2022، تعرض مقر الإذاعة لاستهداف مباشر برصاص من جيش الاحتلال الإسرائيلي خلال اقتحامه البلدة القديمة في مدينة نابلس.